# Ostrigovci
Ostrigovci (znanstveno ime Hohenbuehelia) so rod gliv iz družine ostrigark (Pleurotaceae). Ime je dobil po Avstrijskemu baronu in kriptogamistu — Ludwig Samuel Joseph David Alexander Freiherr von Hohenbühel Heufler zu Rasen und Perdonegg (1817-1885).

## Značilnosti
Ostrigovci so glive navzven podobne sorodnemu rodu ostrigarjev, a se od njih razlikujejo po metuloidnih cistidah na lističih.

## Seznam ostrigovcev Slovenije[4]
- modrikasti ostrigovec (Hohenbuehelia atrocoerulea)
- sivi ostrigovec (Hohenbuehelia grisea)
- dolgobetni ostrigovec (Hohenbuehelia longipes)
- kozuhasti ostrigovec (Hohenbuehelia mastrucata)
- razprti ostrigovec (Hohenbuehelia petaloides)
- sredozemski ostrigovec (Hohenbuehelia repanda)
- smrečji ostrigovec (Hohenbuehelia tremula)